# Costume traditionnel en Guinée

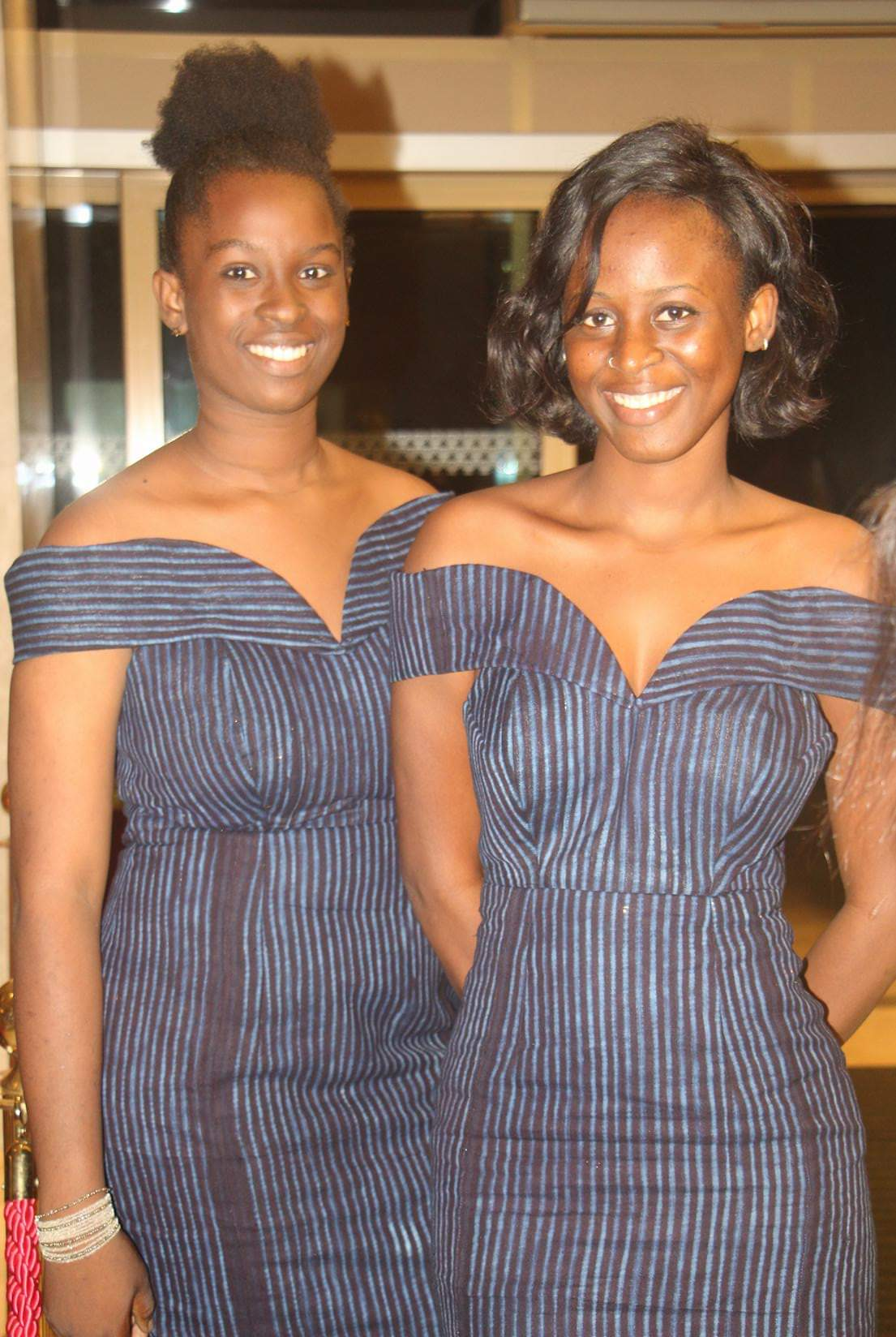
Deux femmes portant le lépi.

Le costume traditionnel en Guinée varie selon la région : ainsi, les régions centrales produisent le pagne Lépi, de couleur indigo, d'autres pagnes sont typiques d'autres régions. Ces vêtements traditionnels, par des cérémonies ou par des défilés de mode, tendent à être repris par les créateurs de mode contemporains. 

## Présentation
Parmi les pagnes traditionnels se trouve le lépi, de couleur indigo. Ce dernier provient du centre du pays. Constitué d'un très léger coton tissé, fabriqué avec de l'écorce et teint au moyen de plantes. La pratique de ce tissage se transmet traditionnellement de génération en génération. Il est porté pour de grandes occasions. Ce pagne est coloré et décoré. Des habitants d'autres pays portent ce pagne guinéen : Togo, Burkina-Faso, Mali, Niger . 
Un autre pagne traditionnel, de la région de Kindia (à 135 km de Conakry), est le Kindili. Des milliers de femmes, regroupées en coopératives, fabriquent ce pagne. Une travailleuse déclare contribuer à l'identité guinéenne, tout en déplorant la cherté du matériel et le manque d'équipement de protection (alors qu'elles utilisent de la soude). Le bleu est la couleur traditionnelle, mais d'autres couleurs ont intégré le marché.
L'exposition coloniale internationale de 1931, en France, présente des "costumes traditionnels de Guinée" 
. Il s'agit, avec d'autres moyens (objets, reconstitutions de bâtiments...) de propager un idéal colonial par l'image. 

### Mariage
Au Fouta Djalon, dans les mariages Peuls, l'entourage de la marié la vêtit avant les noces d'un pagne blanc, d'une camisole et d'un voile, qu'elle rejette les deux premières fois avant d'accepter la troisième fois. Le lendemain des noces, après la consommation du mariage, une mariée reconnue vierge porte un tyargal, coiffure traditionnelle faite de tresses et de perles multicolores, ainsi qu'un parapluie, qui symboliquement protège contre le mauvais œil, en plus des intempéries 
.

## Costume traditionnel et mode contemporaine
Plusieurs décorateurs, peintres, stylistes, modélistes, tapissiers s'inspirent de pagnes, notamment du lépi, ainsi que des stylistes de prêt-à-porter et de haute couture. Les cérémonies, ainsi que les défilés de mode, constituent des occasions d'exposer ces pagnes. Au vingt-et-unième siècle, il existe une influence de la mode nigériane en Guinée. 